# Камни латте

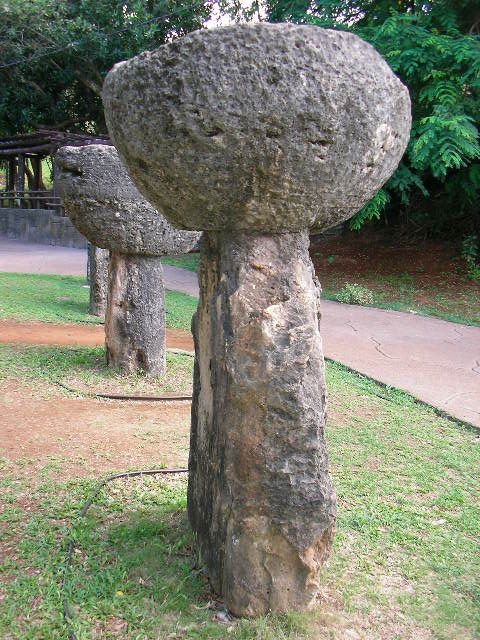
Камень латте

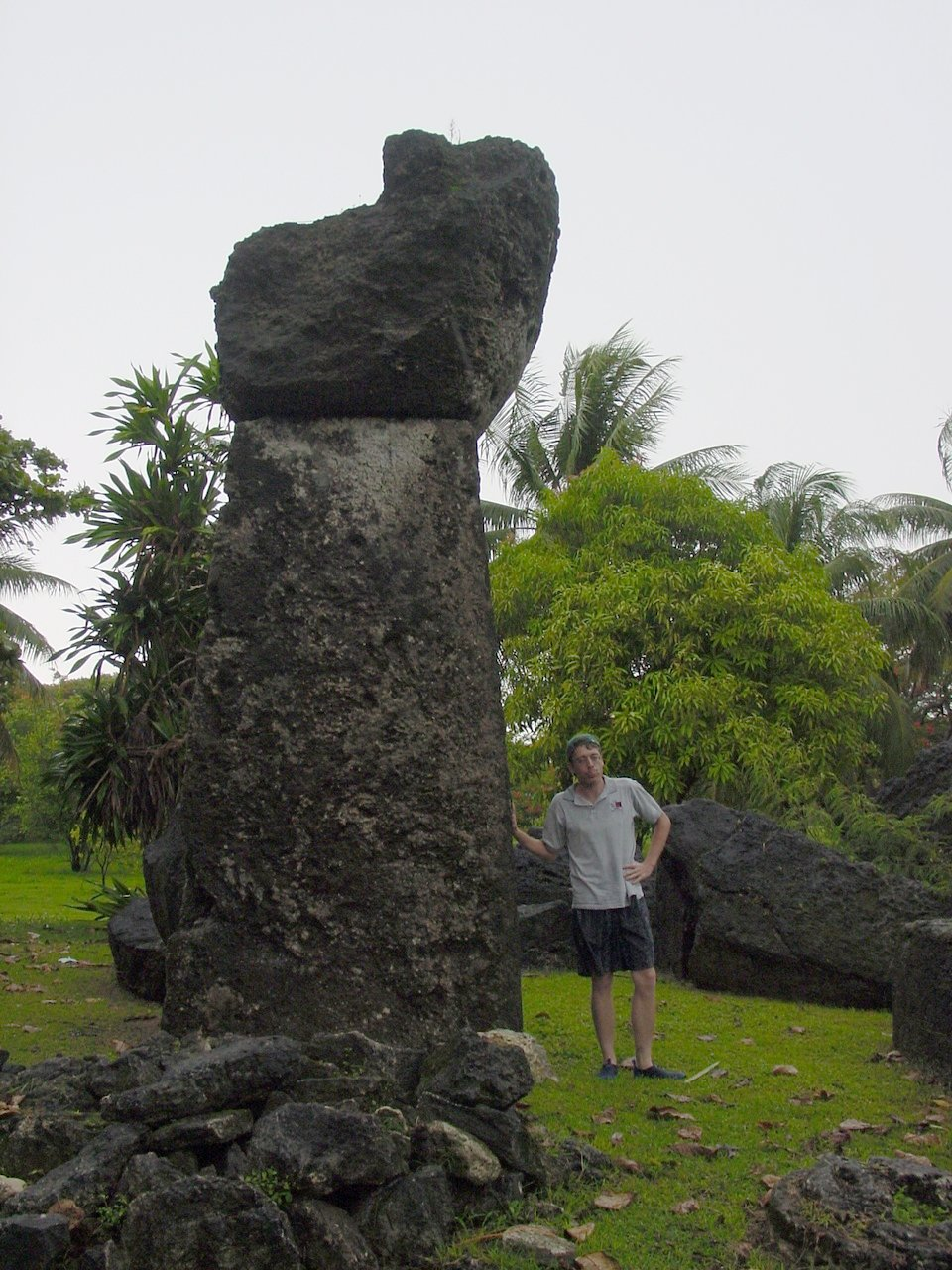

Камень латте на флаге Северных Марианских островов

Камни латте (англ. Latte stone) — каменные столбы-основания древних зданий на Гуаме и на южных островах Северных Марианских островов.
По всему Гуаму их имеется довольно большое количество. Иногда их отождествляют с моаи острова Пасхи. Представляют собой колонны из известняка, базальта или песчаника. Их высота составляет от 60 см до 3 метров, иногда встречаются экземпляры до 8 метров.
Латте, предположительно, стали использоваться приблизительно с 800 года н. э. Они были широко распространены до прибытия экспедиции Фернана Магеллана в 1521 году и последующей испанской колонизации. Начиная примерно с 1700 года их перестали использовать.
Существует целый ряд легенд, связанных с данными сооружениями. Ряд учёных склонны считать, что данные камни могли быть не только основаниями древних домов, но также использовались чаморро для каких-то иных целей.
Изображения камня латте присутствуют на флаге и гербе Северных Марианских островов.